# Martin Klebba
Martin Klebba (Troy, Míchigan; 23 de junio de 1969) es un actor estadounidense que padece de enanismo.

## Carrera
Su papel más importante en la televisión es en la serie Scrubs, como Randall, y en el cine es conocido por su papel secundario como Marty el pirata, en las tres primeras películas de Piratas del Caribe, uno de los tripulantes del capitán Jack Sparrow, interpretado por Johnny Depp. Klebba volvió a interpretar al personaje en la última película de la franquicia, Piratas del Caribe: La venganza de Salazar, estrenada en 2017. También apareció en un capítulo de CSI: Miami y Bones.
Klebba ha aparecido además en la serie Little People, Big World (Un gran mundo pequeño), siendo buen amigo del presentador del programa, Matthew Roloff, quien también padece de enanismo, así como sus hijo Zack, mientras que sus otros hijos, Jeremy, Molly y Jacob, no lo son.
El actor lidera una organización sin fines de lucro llamada Coalition for Dwarf Advocacy, la cual destina el 100% de sus ganancias a la gente con enanismo.
Se casó en 2011 con Michelle Dilgard, de estatura promedio, y tienen un hijo, Alec, y una hija, Makenzie.

## Filmografía

### Cine
| Año  | Título                                                 | Papel                  | Notas                  |
| ---- | ------------------------------------------------------ | ---------------------- | ---------------------- |
| 2001 | El planeta de los simios                               |                        |                        |
| 2001 | Corky Romano                                           | Mini Bouser            |                        |
| 2001 | Blancanieves                                           | Viernes, el enano azul | Película de televisión |
| 2002 | Big Fat Liar                                           | Bandido                |                        |
| 2002 | Death to Smoochy                                       | Rhinette               |                        |
| 2002 | Hombres de negro II                                    | Extranjero             |                        |
| 2002 | The Santa Trap                                         | Elfo                   | Película               |
| 2003 | Pirates of the Caribbean: The Curse of the Black Pearl | Marty                  |                        |
| 2003 | Knee High P.I.                                         | Hank                   |                        |
| 2003 | A Light in the Forest                                  | Monstruo               |                        |
| 2003 | Looney Tunes: Back in Action                           |                        |                        |
| 2003 | The Haunted Mansion                                    | Fantasma feliz         |                        |
| 2004 | Van Helsing                                            |                        |                        |
| 2006 | Pirates of the Caribbean: Dead Man's Chest             | Marty                  |                        |
| 2007 | Piratas del Caribe: en el fin del mundo                | Marty                  |                        |
| 2007 | Cougar Club                                            | Jefe pequeño           |                        |
| 2008 | Hancock                                                | Convicto               |                        |
| 2009 | All's Faire in Love                                    |                        |                        |
| 2010 | Dark Crossing                                          | Grande                 |                        |
| 2012 | House of Mirrors                                       |                        |                        |
| 2012 | Proyecto X                                             | Enano enojado          |                        |
| 2012 | Mirror Mirror                                          | Matón                  |                        |
| 2012 | Foodfight!                                             | General X              |                        |
| 2012 | In the Gray                                            | Damian                 |                        |
| 2013 | Movie 43                                               | Asesino                |                        |
| 2013 | Oz the Great and Powerful                              | Rebelde                |                        |
| 2017 | Piratas del Caribe: La venganza de Salazar             | Marty                  |                        |
| 2025 | Blancanieves                                           | Gruñón                 | Película/En producción |

### Televisión
| Año       | Título                         | Papel              | Notas                            |
| --------- | ------------------------------ | ------------------ | -------------------------------- |
| 2001      | Malcolm el de en medio         | Pistolero de circo |                                  |
| 2002      | Just Shoot Me!                 | Persona de barrio  | Episodio: "The Boys in the Band" |
| 2002      | MADtv                          | Rich               |                                  |
| 2002      | Charmed                        | Dwarf              |                                  |
| 2004      | Gordo's Road Show              | Martin             |                                  |
| 2007      | Drake & Josh                   | Nug Nug            |                                  |
| 2007      | CSI: Crime Scene Investigation | Dickie             |                                  |
| 2009      | My Name Is Earl                | Oficial CHiPs      |                                  |
| 2004-2009 | Scrubs                         | Randall Winston    | 8 episodios                      |
| 2009      | iCarly                         | Nug Nug            |                                  |
| 2009      | Bones                          | Todd Moore         |                                  |
| 2010      | CSI: NY                        | Calvin             |                                  |
| 2011      | The Cape                       | Rollo              | 10 episodios                     |
| 2010-2011 | Par de reyes                   | Hibachi            | 3 episodios                      |